# Clelia scytalina
Clelia scytalina là một loài rắn trong họ Rắn nước. Loài này được Cope mô tả khoa học đầu tiên năm 1867.